# 粟柄越
粟柄越（あわがらごえ）は、福井県美浜町新庄と滋賀県高島市マキノ町を結ぶ峠道である。赤坂山の南尾根の標高760mの粟柄峠を通る。近江と若狭の国境（江若国境）を結ぶ道の一つである。

## 概要
江若国境の峠道は、古くからいくつかあり、鯖街道と言われる針畑越（根来坂）、熊川宿を通る九里半街道（現在の国道303号）などあるが、その中でも粟柄越は若狭国の最東端の峠道になる。名称は、現在は廃村になった福井県側の粟柄集落に由来する。古くは高島越、海津街道とも呼ばれた。

## 歴史
粟柄越は、古代から利用されていたとみられ、『延喜式』にも記載されている北陸道の近江国鞆結駅と若狭国弥美駅を最短で結ぶ支路であったとも考えられている。また江戸時代には、小浜藩の関所が置かれ、通行を取り締まったという。若狭には、この粟柄以外にも、佐柿、熊川、吉坂に関所が設置されていた。小浜藩が編纂した『若狭国誌』によると峠には尼杉という名称の杉があったとされる。明治時代以降も、若狭からの海産物や木炭の輸送路として利用されてきたが、大正時代に粟柄集落が廃村となり、昭和期に入り、ほとんど利用がなくなった。現在は、福井・滋賀県の双方からの赤坂山・三国山登山道として利用されている。また、新庄の関西電力嶺南変電所からの送電線が峠を通っており、登山道は送電線鉄塔の巡視路にもなっている。さらに粟柄越は、長距離トレッキングコースである高島トレイルの通過地点でもある。

## 登山道
福井県美浜町側コース
美浜町の国道27号の河原市で県道213号に入り、耳川沿いに上流へと進むと新庄の松屋集落に着き、さらに折戸谷林道へと進むと登山口である。登山口から40-50分で水場に着く、さらに30-45分で笹原の中、鉄塔が建ち並ぶ県境の峠に到着する。ここから赤坂山までは10～15分程度である。
滋賀県高島市側コース
粟柄越の県境から、滋賀県側のマキノ高原スキー場の登山口まで、下りの時間は85分である。途中には部分的に石畳の残る登山道を通る。

## 小説『湖の琴』
水上勉の小説『湖の琴』に粟柄村出身の少女「さく」が登場する。さくが滋賀県の賤ヶ岳山麓に奉公へ行く際、粟柄峠を越えるシーンが次のように描かれている。「近江へぬける白い一本道の両側の山壁には、葉を落とした欅の梢が針のように空へつき出ていて肌寒い風が吹いていた」

## 旧跡など
粟柄関所跡
松屋集落から林道を経て登山口に至る途中に粟柄関所跡の石碑が建てられている。
峠の石仏
峠付近に約2.5mの大きな岩をくり抜いて彫られた石仏が安置されている。かなり風化が進んでおり、細部は分からないが、三面の顔を持ち、馬頭観音ではないかと言われている。荷駄を運ぶ馬の安全を守る仏として祀られた。
道標
現在は失われているが、昭和11年（1936年）の粟柄峠の記録には、峠付近に「左山道 右高島越」と刻まれた道しるべがあったという。

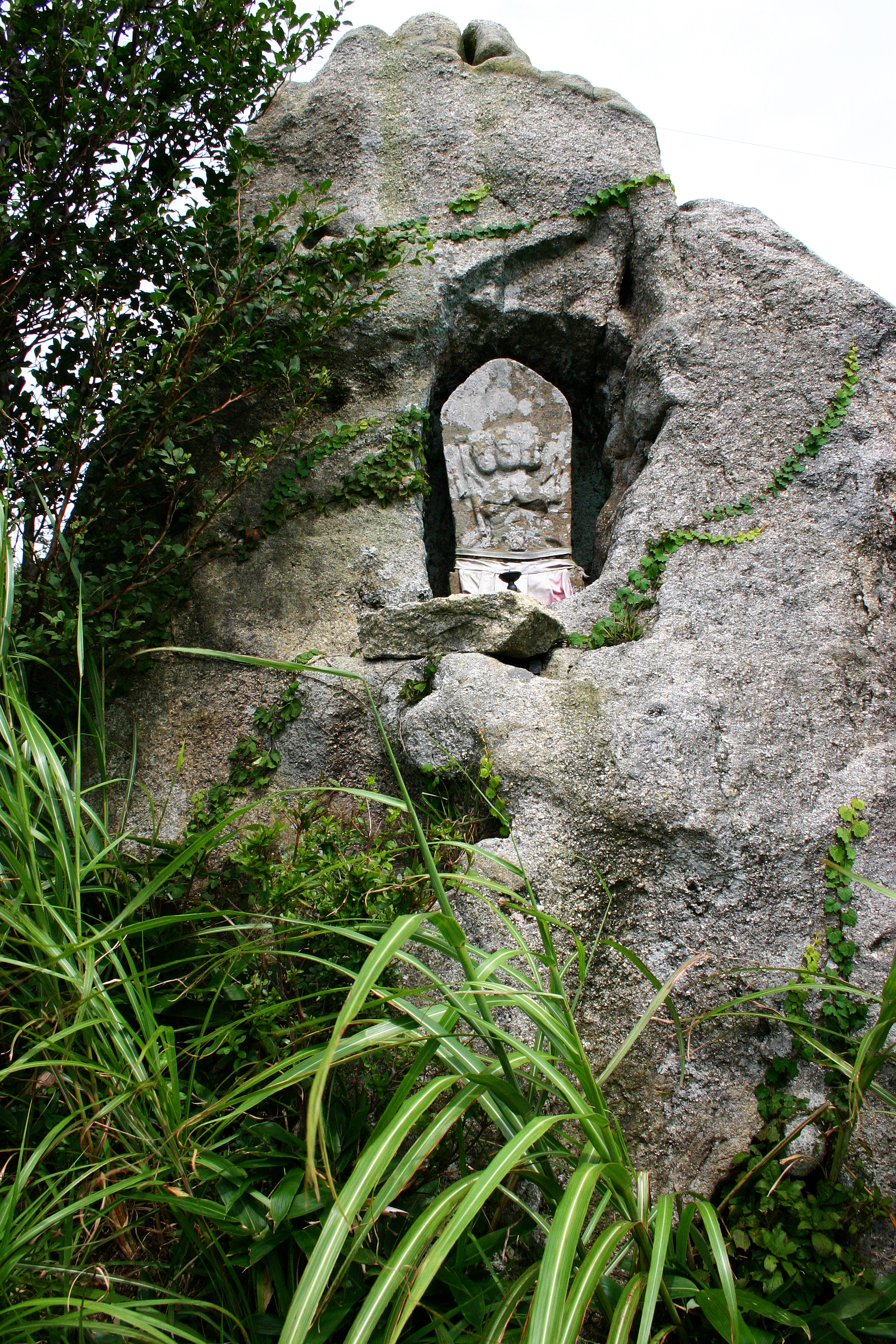
峠の石仏
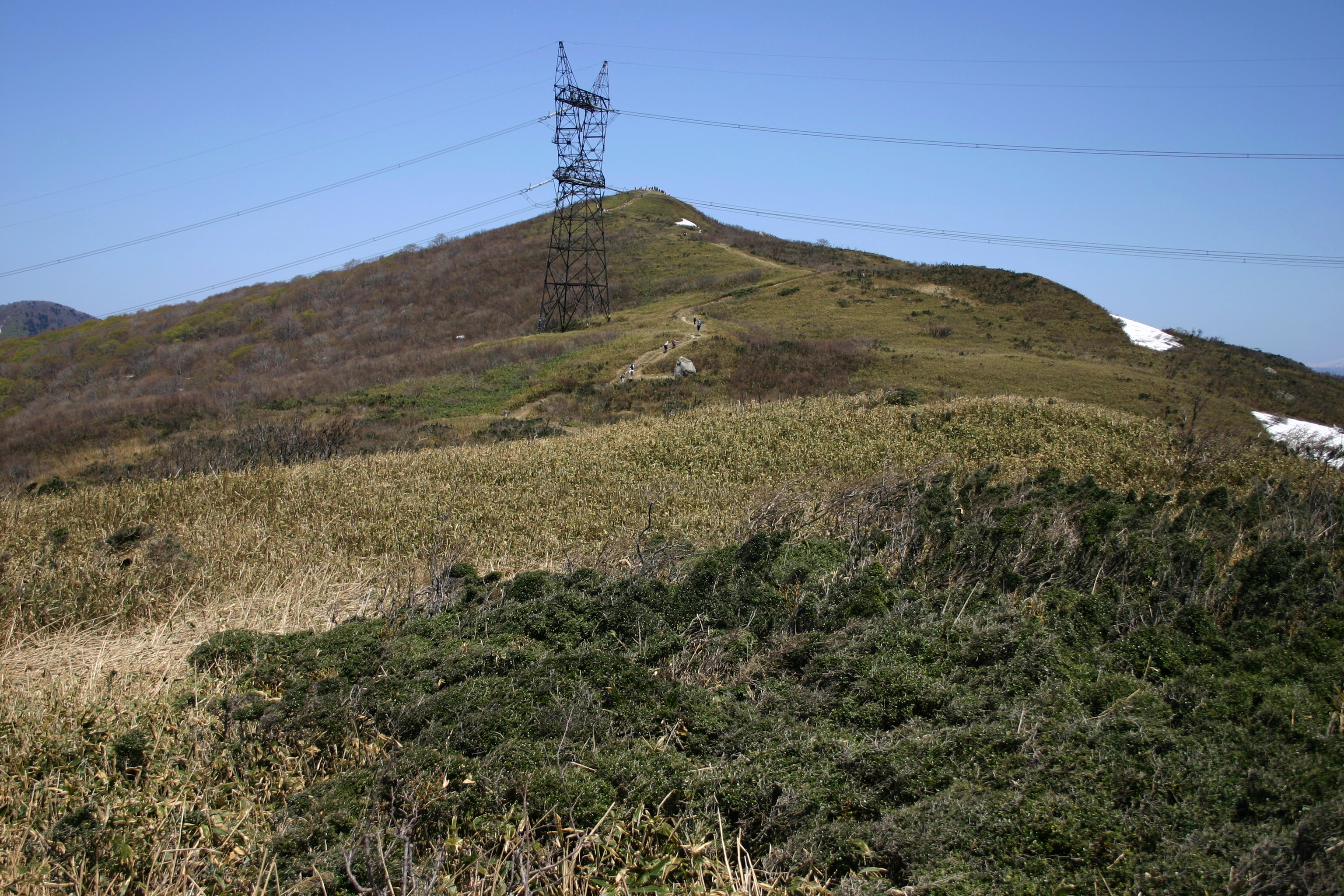
峠から見た赤坂山
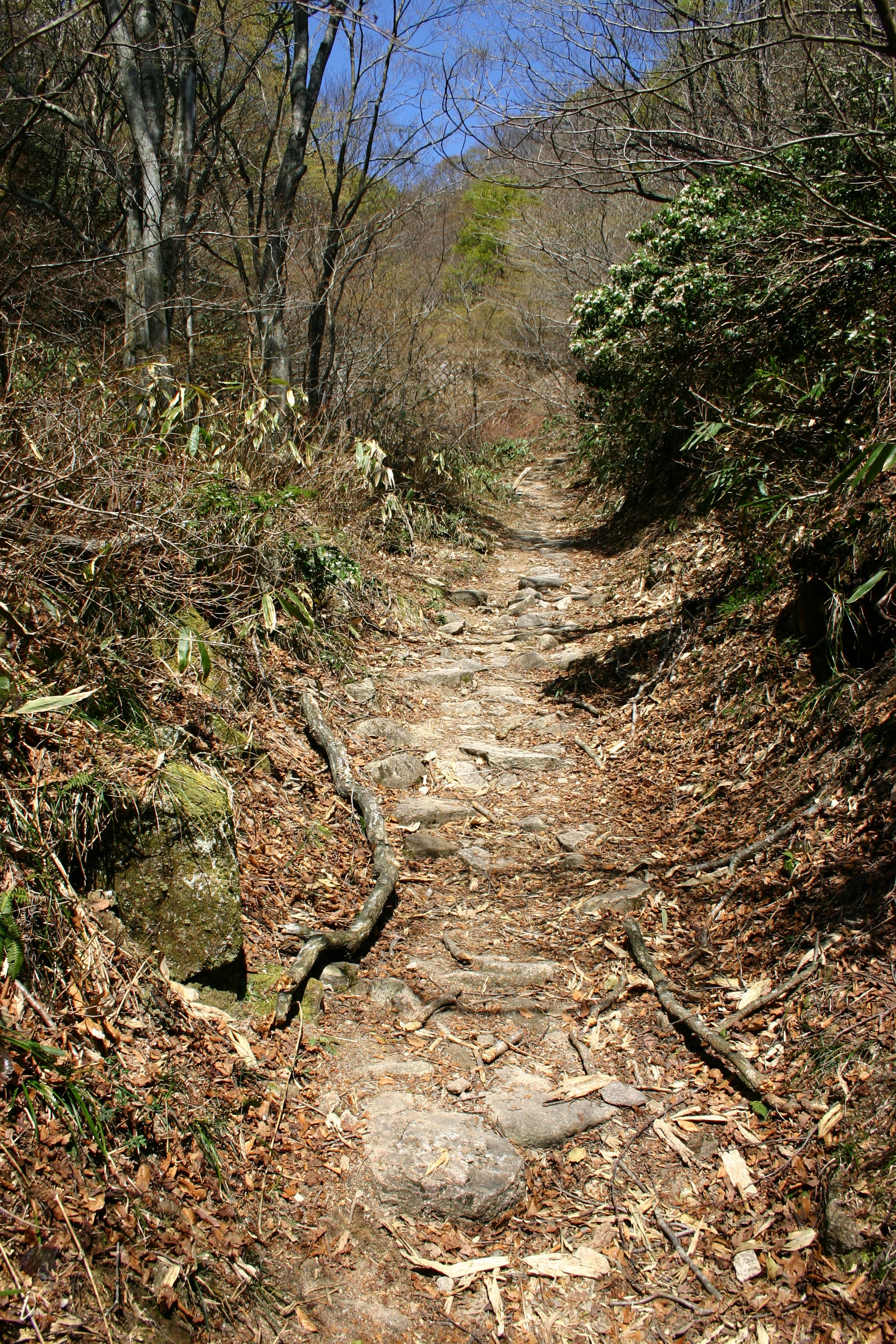
滋賀県側の登山道、石畳が残る